# Eugène Hanssens
Eugène Gustave Edmond Marie Hanssens (Vilvoorde, 4 juli 1865 - Ukkel, 2 juni 1922) was een Belgisch volksvertegenwoordiger.

## Levensloop
Hanssens was een zoon van Edmond Hanssens (1838-1905) en van Isabelle Allard (1842-1906). Hij trouwde in 1890 met Alice Roberts Jones (1868-1915) en ze hadden twee kinderen: William (1891-1982) en Hélène (1893-1981).
Hij promoveerde tot doctor in de rechten (1886) aan de ULB. Hij vestigde zich als advocaat in Brussel. Hij werd in 1904 hoogleraar burgerlijk recht aan zijn universiteit.
In mei 1914 werd hij liberaal volksvertegenwoordiger voor het arrondissement Brussel, in opvolging van de overleden Alfred Monville. Hij vervulde dit mandaat tot in 1919.

## Publicaties
- Du secret des lettres. Thèse d'agrégation, Brussel, 1891.
- Malthusianisme en Belgique. Plaidoierie, Brussel, 1910.
- L'Etat Indépendant du Congo. Monarchie absolue, in: Le Mouvement géographique, 1911.
- Le pouvoir législatif sous l'occupation allemande en Belgique, Brussel, 1919.